# Тернопільський обласний наркологічний диспансер
Тернопільський обласний наркологічний диспансер — лікувальний заклад у Тернополі.
Основні напрями діяльності:

## Персонал
- Василь Голанов — головний лікар